# Мауї (міфологія)
Мауї (гавайське Māui; маорі, таїтян., мангарев. і тонган. Maui) — один з основних персонажів полінезійської міфології, герой — напівбог-напівлюдина, деміург і культурний герой, також і трикстер.

## Образ, життя і діяння Мауї
За поширеними уявленнями Мауї був народжений від звичайної жінки, і тому смертний, за іншими версіями — чудесним чином вийшов з каменя або рапани. Рано втратив батьків, був забраний духами, які опікувалися ним і наділили його чудесною величезною силою.
Підрісши, Мауї, за її допомогою, вчиняє ряд подвигів. Ці міфи полінезійців близькі до діянь Геракла в грецькій міфології, однак вчинки Мауї більш приземлені і засадничі  у сенсі світотворення (відповідають ознакам деміурга) — він встановлює усталену ходу світил на небі, примушуючи сонце світити триваліший час; здіймає догори небесну твердь; чудодійним рибальським гачком з дна океану виловлює острови, врешті звершує найголовніше діяння — поселяє на них людей.
Подальші історії про Мауї пов'язані з життям людських істот, в яких Мауї виступає класичним культурним героєм. Мауї, зокрема, дарує людям вогонь, основні сільськогосподарські культури (таро, кокосову пальму) і тварини (собаку, і залежно від поширення на островах курку і свиню), навчає ремеслам.
Цілий ряд легенд і казок полінезійців присвячено боротьбі Мауї з різного роду чудовиськами і людожерами, врятуванню від них людей чи цілого світу.
За деякими міфами, через свою смертність, Мауї гине у фінальній сутичці зі Старою-старою жінкою (варіант: Хазяйкою моря, в будь-якому разі цей образ є контамінацією смерті як такої).     
За переказами, після смерті Мауї обернувся на зірку; згідно з варіантом він похований у печері, і його мертве тіло стає джерелом вітру (мотив метаморфози).

## Поширення й значення образу
Образ Мауї знайшов відображення по всій Полінезії, однак, якщо у таїтян і мангаревців Мауї — один з богів пантеону, а в тонганців лише поодинокі згадки про бога (в той час, як в сусідніх народів Західної Полінезії, скажімо, самоанців та інших, образу немає, або він виступає під іншим ім'ям), то в міфології гавайців і маорі Мауї є чи не основним міфічним персонажем.  
Причому у міфотворчості, як гавайців, так і маорі, в образі Мауї знайшло розробку не тільке міфічне, а й Мауї перетворився на справжнього фольклорного героя. В обох народів існують повноцінні цикли про Мауї (подвиги і походеньки герої), сюжетика яких є майже тотожньою. Популярними є чарівні історії про здолання чудовиськ Мауї й не лише завдяки чудодійним здатностям і силі, а й хитрості. У низці маорійських історій Маорі виступає класичним трикстером.  
Образ Мауї відбився на мистецтві полінезійців, зокрема породив найпопулярнішу гру-майстерність — плетиво зі шнурків діянь Мауї.
Ім'ям Мауї названо другий за розміром острів гавайського архіпелагу — о.Мауї.